# Weronika Wołodko
Weronika Wołodko (ur. 9 października 1998 w Elblągu) – polska siatkarka, grająca na pozycji rozgrywającej, reprezentantka kraju.
W 2017 roku otrzymała powołanie do szerokiej kadry reprezentacji Polski seniorek.

## Sukcesy klubowe
Mistrzostwa Polski młodziczek:
- 2013

## Nagrody indywidualne
- 2013: Najlepsza rozgrywająca Mistrzostw Polski młodziczek